# Chantal Pelletier

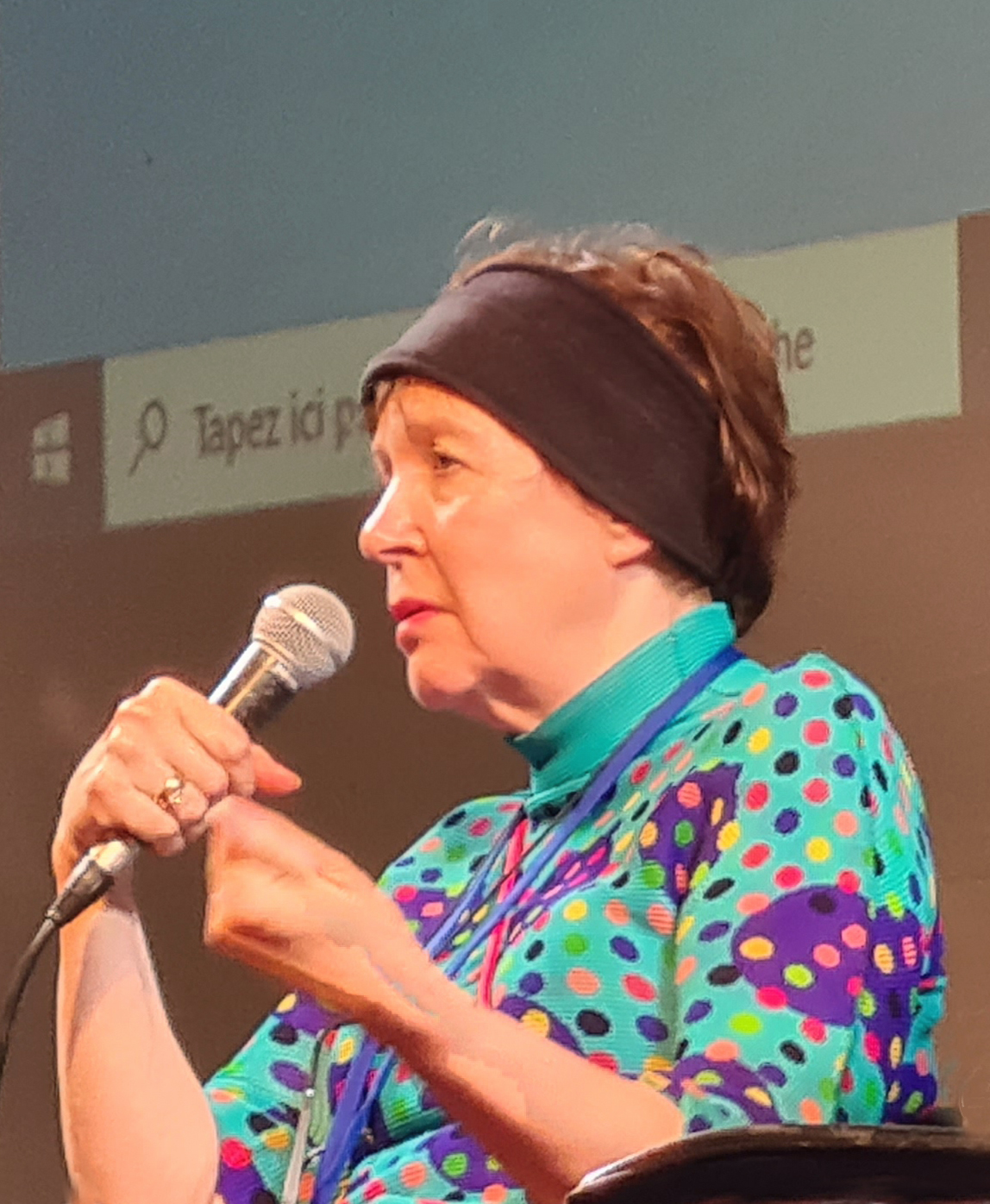
Chantal Pelletier

Chantal Pelletier (* 1949 in Lyon, Département Rhône) ist eine französische Schauspielerin Schriftstellerin und Drehbuchautorin.

## Leben
Chantal Pelletier studierte Psychologie mit einem Abschluss-Diplom der Universität Brüssel. Bereits 1968 konnte Pelletier mit 19 Jahren in Nizza erfolgreich als Schauspielerin debütieren. Neben dem Theater wurde sie auch bald schon für den Film entdeckt. Parallel dazu begann sie Psychologie zu studieren. Nach Abschluss ihres Studiums ging sie nach Paris und gründete dort zusammen mit zwei Freundinnen das Theaterensemble Trois Jeannes.
In Paris machte Pelletier die Bekanntschaft von Jean-Bernard Pouy, der sie als Autorin förderte und half, ihren ersten Kriminalroman zu schreiben. Er erschien 1998 unter dem Titel Eros et Thalasso in der Reihe Série noire.
Heute (2010) lebt Pelletier in Belleville, einem Stadtteil von Paris.

## Rollen (Auswahl)
- Anne-Sophies Mutter – Voyons voyelles (Serge Meynard)
- eine Frau – Le danger d'aimer (Serge Meynard)
- Marie – Le barricade du point du jour (René Richon)
- Hôtesse – Pauline et l'ordinateur (Francis Fehr)
- Komödiantin – Les nanas (Annick Lanoe)

## Werke (Auswahl)
Belletristik
- Maurice-Laice-Zyklus

1. Eros und Thalasso (Eros et Thalasso). Distel-Literaturverlag, Heilbronn 2000, ISBN 3-923208-46-4
2. Der Bocksgesang (Le chant du bouc). Übersetzt von Eliane Hagedorn, Barbara Reitz, Distel Literaturverlag, Heilbronn 2009, ISBN 3-923208-53-7
3. More is less (More is less). Distel Literaturverlag, Heilbronn 2004, ISBN 3-923208-66-9
4. Monmartre. Mont des Martyrs. Gallimard, Paris 2008, ISBN 978-2-07-012063-5

- Tage mit Romy. Roman (La visite). Übersetzt von Karin Krieger, Kiepenheuer & Witsch, Köln 2004, ISBN 3-462-03363-8
- Schiessen sie auf den Weinhändler (Tirez sur la caviste). Übersetzt von Katarina Grän, Distel Literaturverlag, Heilbronn 2010, ISBN 978-3-942136-01-3

Drehbücher
- Les Nanas, Regie Annick Lanoë
- Les Mamies, Regie Annick Lanoë
- Mécaniques célestes, Regie Fina Torres
- Entre nous, Regie Serge Lalou

Kinder- und Jugendbücher
- Les otages de Gutenberg. Hachette Jeunesse, Paris 2000, ISBN 2-01-321683-1
- Atomes croches. Hachette Jeunesse, Paris 2000, ISBN 2-01-321684-X

Sachbücher
- Eddy Mitchel. Biografie. Paris 1981
- Paris, rive gauche. Paris 2003